# Claustrophobia (film, 2011)
Pour les articles homonymes, voir Claustrophobia.
Claustrophobia est un thriller américain réalisé par Harlan Schneider et sorti en 2011.

## Synopsis
Eva étudie pour devenir vétérinaire. Elle va passer une soirée en compagnie de sa meilleure amie, mais après la fête elle se réveille enchaînée à un lit, retenue en otage par un mystérieux personnage. Elle va devoir alors faire preuve d'ingéniosité et de courage pour comprendre ce que lui veut réellement son ravisseur et peut-être même, enfin s'échapper !

## Distribution
- Christopher Curry (en) : Orwell
- Russell Harvard : Tim
- Ellie Schwartz : le facteur
- Chloe Snyder : Heather